# Shroud of Turin Research Project

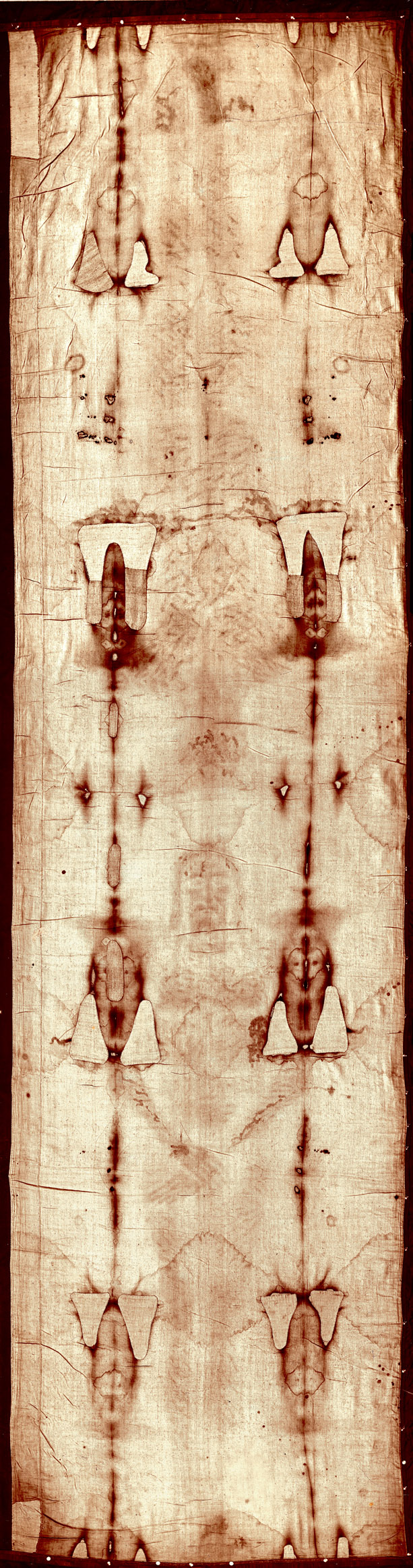
Sacra Sindone

Lo Shroud of Turin Research Project (STURP) è un gruppo internazionale di ricerca costituito allo scopo di esaminare scientificamente la Sindone di Torino. I membri fondatori del gruppo erano circa 30 scienziati con competenze specifiche in vari settori della fisica e della chimica.
Nel 1978 lo STURP ottenne dalla Custodia della Sindone il permesso di eseguire sul lenzuolo una serie di misure non distruttive (spettroscopia, radiografia, fotografia all'infrarosso e all'ultravioletto, e altri) e di prelevare alcuni campioni da sottoporre a successivi esami di laboratorio. La Sindone venne messa a disposizione degli scienziati per 120 ore consecutive dall'8 al 13 ottobre di quell'anno per l'effettuazione delle misure e per i prelievi. Contemporaneamente, lavorò sulla Sindone anche un gruppo di studiosi italiani con un proprio programma di ricerca indipendente da STURP.

## Conclusioni
Le principali conclusioni dello STURP furono pubblicate ufficialmente nel 1981:
- Non vi è nessun tipo di pigmento, pittura, tintura o colorante sulle fibre del tessuto.
- La colorazione dell'immagine risulta dall'ossidazione, disidratazione e coniugazione della struttura di polisaccaridi delle fibrille stesse del lino.
- L'analisi computerizzata dell'immagine mostra che in essa è codificata un'informazione tridimensionale.
- Non vi sono tracce di spezie, oli o di alcuna secrezione corporea.
- Appare evidente che vi sia stato contatto diretto della Sindone con un corpo.
- Nessun metodo chimico o fisico conosciuto è in grado di spiegare la totalità delle caratteristiche dell'immagine.
- Le macchie di sangue sono composte di emoglobina e contengono albumina.
- Si può concludere che l'immagine della Sindone è quella di un vero corpo umano flagellato e crocifisso.

## L'esame del carbonio 14
Dopo gli esami del 1978, allo scopo di determinare l'età della Sindone, lo STURP contattò diversi laboratori specializzati per organizzare un test del carbonio 14. Dopo lunghe trattative, però, i laboratori decisero di escludere lo STURP dall'organizzazione del test e concordarono da soli un protocollo d'esame con la Custodia della Sindone. Il test fu infine eseguito nel 1988 ma le sue modalità di esecuzione furono oggetto di polemiche e il risultato, secondo il quale la Sindone risale al XIII-XIV secolo, è tuttora contestato da diversi studiosi.
Anche diversi membri dello STURP non hanno accettato il risultato della datazione radiocarbonica, che essi considerano incompatibile con le evidenze che sarebbero emerse dalle loro ricerche. Due di essi hanno pubblicato articoli scientifici che metterebbero direttamente in discussione la validità della datazione: Alan Adler ha affermato che la composizione chimica del campione usato per la datazione differisce notevolmente da quella tipica del tessuto della Sindone, e suggerisce quindi che esso abbia subito una contaminazione che potrebbe aver falsato la datazione; mentre Raymond Rogers ha asserito di avere trovato su alcuni fili prelevati nella stessa area tracce di tintura e resina non presenti nel resto dei campioni, e ritiene che questo dimostri che il campione usato per la datazione conteneva un rammendo (come già suggerito, sulla base di documentazioni storiche, da altri studiosi) e che quindi la datazione sia del tutto inattendibile. Rogers inoltre ha stimato, sulla base di analisi chimiche da lui compiute, che la Sindone risalga ad un'epoca compresa tra il 1000 a.C. e il 700 d.C.

## Pubblicazioni
I membri dello STURP hanno pubblicato i risultati delle loro ricerche in oltre 20 articoli su pubblicazioni scientifiche sottoposte a revisione paritaria. I riferimenti di questi articoli sono inclusi in Lista di articoli scientifici sulla Sindone. In particolare i seguenti articoli contengono un riassunto di tutte le ricerche:
- L.A. Schwalbe, Raymond N. Rogers, Physics and Chemistry of the Shroud of Turin - A Summary of the 1978 Investigation, Analytica Chimica Acta 135(1), 3 (1982) - abstract
- Eric J. Jumper, Alan D. Adler, J.P. Jackson, S.F. Pellicori, John H. Heller, J.R. Druzik, A Comprehensive Examination of the Various Stains and Images on the Shroud of Turin, Archaeological Chemistry III, ACS Advances in Chemistry 205, a cura di J.B. Lambert, American Chemical Society, Washington (1984), capitolo 22, pp. 447–476.

Questi invece sono gli articoli che contestano la datazione al carbonio 14:
- Alan D. Adler, Updating Recent Studies on the Shroud of Turin, Archaeological Chemistry: Organic, Inorganic and Biochemical Analysis, ACS Symposium Series 625, a cura di M.V. Orna, Americal Chemical Society, Washington (1996), capitolo 17, pp. 223–228.
- Raymond N. Rogers, Studies on the radiocarbon sample from the shroud of turin, Thermochimica Acta 425(1-2), 189 (2005) - abstract, testo completo